# フィリピンの共産主義
本稿ではフィリピンの共産主義（フィリピンのきょうさんしゅぎ）について取り扱う。フィリピンにおける共産主義は、20世紀の前半、アメリカの植民地時代から始まる。共産主義運動の始まりは、労働組合や農民の集団からであった。第二次世界大戦や戒厳令下の時代を中心に、度々人気を集め、国政にも影響を与えていた。現在では、共産主義運動は下火となっており、フィリピン軍からは反乱運動とされている。
フィリピンにおける共産主義の運動は、1930年にフィリピン共産党（タガログ語: Partido Komunista ng Pilipinas、略称:PKP）の設立に始まる。同党は1932年に最高裁判所の判決によって非合法化されたものの、1938年に合法化されている。その後、フィリピン社会党（タガログ語: Partido Sosyalista ng Pilipinas、略称:PSP）と合併し、第二次世界大戦中は「フクバラハップ」（フクボン・バヤン・ラバン・サ・マガ・ハポンの略称、HUKBALAHAP、抗日人民軍の意）」として抗日ゲリラ戦を組織した。大戦後、PKPは穏健的な態度と武装蜂起の二者の間を揺れ動いた。一連の失敗の結果として、フクバラハップの最高司令官を務めたルイス・タルクの投降とPKPの解散に至った。PKPは共和国法第1700号（1957年反転覆法）によって、再び非合法化された。
1968年、ホセ・マリア・シソン（ペンネームはアマド・ゲレロ）によってフィリピン共産党が再建された。翌年には、共産党の軍事組織として新人民軍が結成され、ベルナベ・ブスカイノ（通称:ダンテ司令官）が指揮を執った。当時の中ソ対立という状況を反映して、旧共産党（PKP）から分裂したCPP（毛沢東思想の影響を受けている）は、イデオロギーを理由に衝突した。それらの統一戦線であるフィリピン民族民主戦線（民族民主戦線）は1973年に設立された。
CPPは、フェルディナンド・マルコスの独裁への抵抗運動において、重要な役割を果たしている。独裁政権に対して武装蜂起した勢力のうち、NPAは最大勢力であった。しかし、イデオロギーや戦略・戦術の相違、CPPによる1986年フィリピン大統領選挙のボイコットの決断などの失策が重なり、CPPは「re-affirmists」と「rejectionists」の二派に分裂した。CPPは現在も、フィリピン最大級の共産主義運動であり、フィリピン政府に対して長年に亘り、人民戦争を繰り広げる一方で、断続的に和平交渉も行っている。

## 歴史

### 早期の歴史

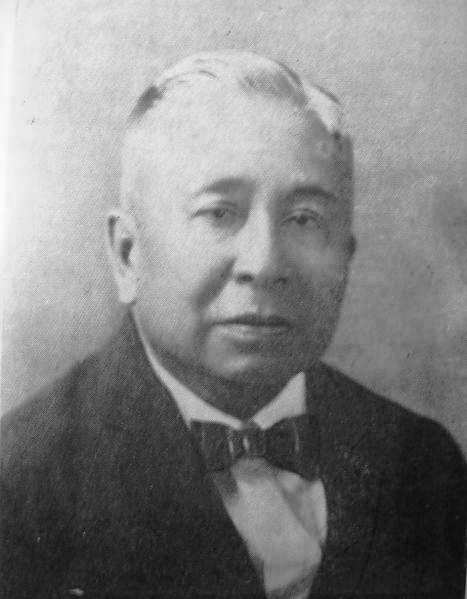
「フィリピン社会主義の父」とも呼ばれるイサベロ・デ・ロス・レイエス

フィリピンにおける労働運動が、同地における最初の社会主義・共産主義集団の出現につながっている。1901年、イルストラードの一人、イサベロ・デ・ロス・レイエスが、ピエール・ジョゼフ・プルードン、ミハイル・バクーニン、エリコ・マラテスタ、カール・マルクスや当時の左翼思想家の著作など、社会主義文献をフィリピンに持ち帰った。イサベロ・デ・ロス・レイエスは、バルセロナのモ（ム）ンジュイック刑務所に収監されている最中に出会った、アナルコサンディカリストのフランシスコ・フェレールの影響を受けている。
印刷業者のエルメネヒルド・クルスは、フィリピン初の近代労働組合であるUnion de Litografos y Impresores de Filipinas(ULIF)を設立した。同年に、クルスとデ・ロス・レイエスは民主労働組合(UOD)を設立し、その機関紙であるLa Redencion del Obreroも発行された。UODはフィリピン初の労働組合連合とみなされている。
デ・ロス・レイエスからUODの指導権を引き継いだドミナドール・ゴメス博士は、UODをフィリピン民主労働組合(UODF)と改名した。UODFは、1903年5月1日にフィリピンで初めて行われたレイバー・デーのデモを主導したが、ゴメスが騒乱罪によって逮捕されるとすぐに分解した。

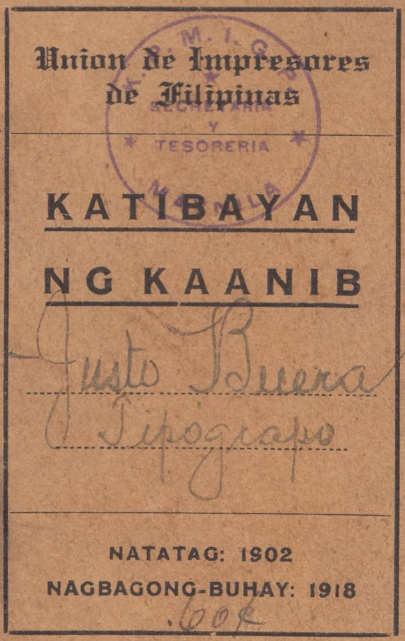
UIFの会員証（おそらく1918年ごろのもの）

UODFの解散後には、新たな労働組合が複数登場した。ロペ・サントス率いるフィリピン労働組合（UTF）は、組合労働者に対しての物議を醸さないよう誘導させる植民地政府の意図もあり、アメリカ労働総同盟（AFR）の支援を受けながら結成された。しかし、その穏健な方針や派閥政治に対する不満が集まり、1908年にUODFが再結成された。1913年5月1日には、クルスを初代会長とするフィリピン労働会議（COF）が設立され、UODFとUTFは解散した。以降1929年まで、COFはフィリピンにおける労働組合の中心的存在として存在していた。
1922年、アントニオ・オラは、優勢なナショナリスタ党や民主党に挑むために「フィリピン労働者党」を結成したが、1925年の選挙で議席を獲得することはできなかった。しかし、比較的に成功したといえる労働者党の活動は、UIFを率いたクリスアント・エヴァンジェリスタとKPMP（Kalipunang Pambansa ng mga Magsasaka ng Pilipinas、フィリピン全国農民評議会）を率いたハシント・マナハンの関心を引いた。労働者党は後にPKPの基礎となっている。
1927年、COF（フィリピン労働会議）は赤色労働組合インターナショナルへの加盟を決定した。エヴァンジェリスタ、マナハン、Cirlio Bognotは、1928年3月にモスクワで開催されたプロフィンテルン会議に派遣された。帰国後、エヴァンジェリスタはモスクワの東方勤労者共産大学に留学する最初の奨学生を選抜し、派遣している。さらに1929年と1930年の2回、追加で奨学生が派遣された。

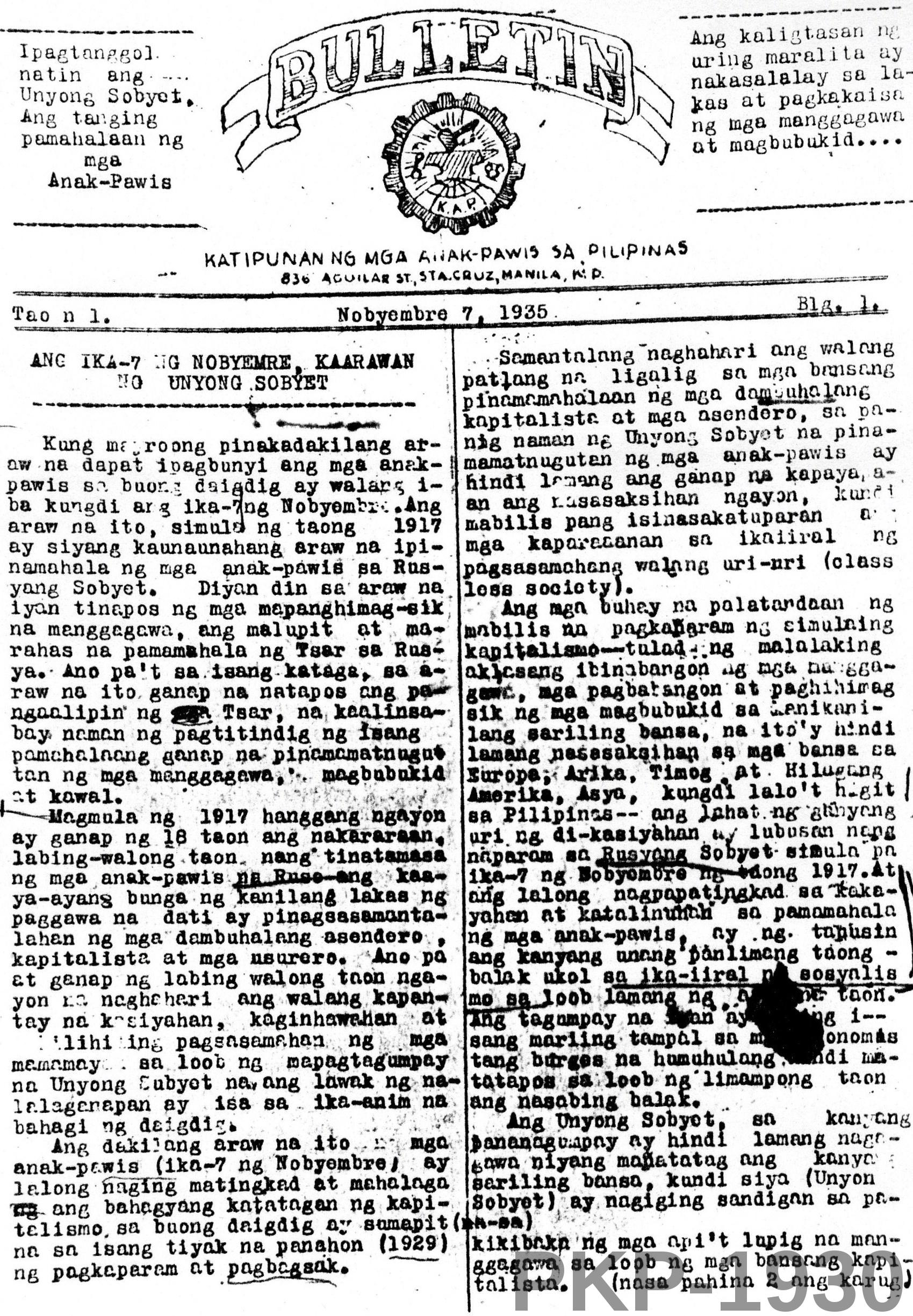
1935年11月7日発行のKAPの公報

COFは、ルペルト・クリストバル、イサベロ・テハダ、ドミンゴ・ポンセらが率いる保守派と、エヴァンジェリスタが率いる左派間での分裂が激化していった。1929年、エヴァンジェリスタ率いる左派は、産業別労働組合の設立、真の労働者の政党の設立などを求める「テーゼ」を起草した。この方策は、保守派によって偽の労働者代表を使ったとして阻止され、エヴァンジェリスタ率いる左派はCOFから脱退し、分裂した。12日後の1929年5月12日、闘争的かつ進歩的な労働組合連合として、フィリピンプロレタリア労働組合連合（KAP）が結成された。
マニラ郊外でも、マヌエル・パロマレスによって設立されたPagkakaisa ng Magsasaka、テオドロ・サンディコとアナック・パウィスによって設立されたKapatirang Magsasakaなど、農民組織や労働機関が設立された。この中でも最も影響力を持ったのが、COFの会員であったハシント・マナハンによって設立されたフィリピン全国農民連合（KPMP、Kalipunang Pambansa ng mga Magbubukid sa Pilipinas）であった。
1932年、ペドロ・アバド・サントスは、中部ルソン地方でフィリピン社会党（SPP）を結成した。翌年、アバド・サントスはAguman ding Maldang Talapagobra（AMT、貧困労働者連合）を設立した。AMTとKPMPは両者ともに社会主義者でも共産主義者でもなかったが、1930年代の農民反乱や諸改革において非常に重要な役割を果たした。フクバラハップの大部分も、この両団体の構成員が占めていた。

### PKPの成立
1930年8月26日、フィリピン共産党（PKP）がKAPとKPMPの構成員らによって結成された。同党は同年11月7日に正式な組織として成立した。この2つの日は、それぞれプガット・ラウィンの叫び（フィリピン革命の発端となった出来事）・ロシア革命の起こった日と同一であり、PKPを民族主義革命と共産主義革命の両者と関連付けている。
1931年9月14日、マニラ第一審裁判所（CFI）はPKPとKAPを非合法組織と決定し、共産主義指導者20名に懲役8年と地方への流刑1日の判決を下した。さらにエヴァンジェリスタは扇動罪で懲役6ヶ月と罰金400ペソの判決を受けた。有罪判決を受けた共産主義者らは最高裁判所に上訴したが、1932年10月26日に最高裁判所は第一審裁判所の判決を支持した。そこにアメリカ共産党（CPUSA）のジェームズ・S・アレンが共産主義者らの身柄の解放を求め介入し、エヴァンジェリスタらに条件付きの恩赦を受け入れさせた。1938年12月24日、エヴァンジェリスタらは恩赦を受け、統一戦線戦略を進めた。
PKPはアバド・サントスのフィリピン社会党と合併し、党員数を増やした。PKPはアバド・サントス率いる人民戦線を結成し、中部ルソン地方の選挙に積極的に参入した。人民民兵の概念は、PKPが反ファシスト団体と会議を開いた1941年10月ごろには考案されていた。
第二次世界大戦中、アバド・サントス、エヴァンジェリスタ、ギリェルモ・カパドシアなどのPKPの指導者たちは、侵攻してきた日本軍の手によりマニラで逮捕された。日本軍は、SPP元副委員長のAgapito del Rosarioやアバド・サントスの親族2人も逮捕した。ヴィセンテ・ラヴァ率いる第二戦線の指導部がPKPの指導権を握り、書記長に選出された。
1942年2月、ヌエヴァ・エシハ州カビアオで組織や戦略、戦術について話し合う「闘争会議」が開かれた。会議を受けすぐに、武装組織がいくつか組織され、中部ルソン地方で活動を開めた。バターンの陥落の11日前にあたる1942年3月29日に、それらのゲリラ兵はフクバラハップとして組織された。フクバラハップには構成員を指導する軍事委員部があったが、フクバラハップ自体は共産主義的な集団ではなく、また民族主義を装った共産主義的な集団でもなかった。
フクバラハップの勢力が中部ルソン島で急速に拡大したため、PKPはその勢力範囲に地区（Barrio）統一防衛軍（BUDC）の設立を目指した。 BUDCは、勢力範囲における平和と秩序の維持や食糧生産、徴兵などを行う地区単位の政府として機能し、BUDCとは別に形成された地区政府や日本人によって設立された「町内会」（neighborhood committees）などその役割が重複することがあった。1943年3月5日、日本軍はヌエヴァ・エシハ州カビアオにあるフクバラハップの本部を奇襲し、大勢の幹部やゲリラ兵を捕らえた。
カビアオ襲撃後の状況を鑑みて、PKPの指導者層は「防衛のための撤退」策を採用し、軍組織を3～5人のグループに縮小し、敵との直接対決を避けた。しかし、ほとんどのフクバラハップ隊員はその方針に従わず、1944年9月の党大会では「防衛のための撤退」策を誤りであったとしている。ヴィセンテ・ラヴァは最終的に書記長の職を解任された。第二次世界大戦中に、フクバラハップは完全武装した正規兵2万人と予備兵約5万人で構成され、日本軍とは約1200回交戦し、日本軍の死傷者は約25000人に及んだ。
大戦が終わりアメリカ軍がフィリピンに帰還すると、アメリカ極東陸軍のゲリラ兵と元PC構成員は、強制的にフクバラハップ構成員の武装を解除させ、その他のゲリラ兵を反逆罪、扇動罪、転覆活動の罪で告発した。フクバラハップの指導者であるルイス・タルク、カスト・アレハンドリノらは逮捕されたが、セルヒオ・オスメニャ政府によって釈放された。PKPは正式にフクバラハップを解散し、フクバラハップを合法的なゲリラ運動として認めさせるためにフクバラハップの退役軍人連盟（Hukvets）を結成した。
PKPは民主同盟（DA）を結成し、1946年フィリピン大統領選挙ではまだましな方の候補だとされていたマニュエル・ロハスを破るため、オスメニャを支持した。さらにDAは、同年の下院議員選挙と上院議員選挙に当時PKPの中央委員会の一員であったビセンテ・ラバをはじめ、候補者を擁立した。ルイス・タルクやフアン・フェレオ、ヘスス・ラバなど6人の下院議員候補が当選したが、フィリピン貿易法（ベル貿易法）に反対していたために、ロハス政権から議会での宣誓の阻止を受けた。
一方、中部ルソン地方では不安定な状況が続き、フアン・フェレオはその中で殺害された。フクバラハップは人民解放軍（HMB、Hukbong Mapagpalaya ng Bayan）として復活し、ロハス政権に対して反乱を起こした。PKPの指導部も武装闘争支持派と反対派に分裂したが、最終的にはホセ・ラバが党指導部を統率するようになり、HMBを全面的に支援することとなった。
HMBの反乱の規模は、1950年には戦闘員約10,800人に膨れ上がった。ホセ・ラバの指揮下で、HMBは「2年」で政権を掌握する計画を立て、PKPの構成員は互いに「マラカニアン宮殿でまた会おう」と別れを告げた。HMBは自身の計画全体の能力と、計画に対する国民の反応を確かめることを目的とした「リハーサル」を開始したが、頓挫しホセ・ラバをはじめフェデリコ・マクラング、ラモン・エスピリトゥ、オノフレ・マンギラ、マグノ・ブエノ、フェデリコ・バウティスタ、イルミナダ・カロンヘ、エンジェル・ベイキング、サミー・ロドリゲスなどの指導者たちが逮捕された。
タルクは1954年5月16日、ホセ・ラバの統率との食い違いもあり投降した。HMBの戦闘員もその大半が投降したが、一部の戦闘員はカスト・アレハンドリノのように1960年代まで戦闘を続けたり、ファウスティノ・デル・ムンドのように武装盗賊に転向したりした。
1957年には1957年反転覆法が制定され、PKPやHMB、そして「これらの組織の後継団体」が非合法化された。ビセンテとホセ・ラバの兄弟であるヘスス・ラバが党の指導権を握り、HMBを解体し「組織旅団」へと改編した。また、「一列縦隊」政策を実施することで、すべての基本部隊と組織を解体し、その後地下に潜伏した。ヘスス・ラバは1964年5月21日に逮捕されるまで、9年間当局の追跡から逃れていた。

### 第一次大整風運動とPKP-CPPの分裂
1960年代までに、PKPは再建の道を求めていた。ヘスス・ラバは、当時フィリピン大学の教授を務めて、青年指導者でもあったホセ・マリア・シソンをPKPに招聘した。シソンは毛沢東主義な傾向を持つ「新世代」のマルクス主義者であった。シソンはPKPの歴史に対する批判を提案し、1966年に提出した。シソンはラバと過去10年間にわたるラバの政策を厳しく批判し、「冒険主義」とHMBの反乱への不適切な対応を指摘した。この提案文書自体は公表されず、ラバら指導部とシソンらの間に緊張が高まり、1967年にPKPは分裂した。
1968年12月26日、シソンがアマド・ゲレロという武号（nom de guerre）を用いて、他の12名と共にフィリピン共産党（CPP）を結成した。シソンのラバらPKP指導部とPKP批判は、「誤りを正し、党を再建せよ！」と題して発表され、PKPの歴史を通して犯されてきた思想的、政治的、組織的な誤りを指摘したものであった。1969年3月、シソンは軍事組織・新人民軍（NPA）を設立した。同年にゲレロは、自身の著書『国民民主主義のための闘争』を基に、『フィリピン社会と革命』を執筆した。これら著書は、毛沢東思想を理論的な基礎とするCPPの思想的、政治的、組織的な務めを概説している。
CPPとNPAは、全土で急速に勢力を拡大した。フェルディナンド・マルコス大統領は、1971年に起きたミランダ広場爆破事件の責任をCPPの所在としたが、CPPは関与を否定している。1972年9月21日、「共産主義の脅威の鎮圧」を名目に戒厳令を布告した。CPP幹部や活動家は地方の革命運動に吸収された。1973年4月23日、CPPの人民戦争を支える組織連合として、フィリピン民族民主戦線（National Democratic Front of Philippines）が設立された
。
フィリピン軍から攻撃を受けていたものの、1970年代を通じてCPPとNPAの影響力は拡大を続けた。戒厳令下での悪い環境は、地方の農民にNPAへの加入を余儀なくさせ、また学生や労働者、教会員、その他の層からCPPとその方針は支持を得ていった。1976年にはシソンが逮捕されたが、それでもなおCPPとNPAは勢力を拡大し続け、1986年には、フィリピン国内80州のうち69州に、3万人の党員と2万5千人のNPA戦闘員を擁した。
1978年、暫定国民議会選挙をボイコットするかをめぐって意見が分かれ、CPPのマニラ・リサール委員会は停止した。1977年以降、CPP指導部内での議論の結果、複数の戦略と戦術が採用された。1981年から1983年
にかけてCPPとNPAは、CPP指導部内での戦略と戦術に関する議論と党員数の急増を受け、「戦略的反撃」、都市蜂起、NPAの「正規化」といった戦術を採用した。この戦術は軍事行動への注力を促すものであり、CPPの地方における大衆基盤を縮小させるとともに、1986年フィリピン大統領選挙のボイコット運動をはじめとする「戦術的な誤り」を招いた。
マルコスの独裁政権が崩壊し、新しく成立したコラソン・アキノ政権は当初、CPPとの和平交渉に積極的であった。フィリピン民族民主戦線（NDFP）はCPPの政治権力機関を代表して和平交渉を行う任務を負っていたが、アキノ政権内で交渉の支持が得られなかったことやメンディオラの虐殺のために、1987年に交渉から撤退した。その後も、フィリピン政府とNDFP間の和平交渉は断続的に行われている。
都市中流階級との疎遠、軍事的な敗北、指導層の幹部の逮捕など様々な要因が重なり、CPP内の分裂は激化した。スパイと「深部浸透工作員」への恐れから、1985年・1986年にかけてミンダナオ島で行われたKampanyang Ahos（ニンニク作戦）、1988年に南タガログ地方で行われたOplan Missing Link作戦、1989年にマニラ首都圏で行われたオリンピア作戦など、複数の反浸透作戦が実行された。しかし、この作戦ではスパイの根絶を達成できず、CPPの幹部数百名が逮捕、拷問、処刑された。そして数千人がCPPを離脱した。1992年までには、CPPは党勢が1982年から1983年ごろとほぼ同等であると報告している。幹部の中には、大衆民主主義を推進したり、議会論争に集中したり、NPAとNDFPから指導的役割をもつCPPを排除しようとしたりする者もいた。1986年、コンラド・バルウェグ率いるLumbaya隊は、思想の違いを理由にNPAから分離し、コルディリェラ人民解放軍を設立した。その後まもなく、コルディリェラ人民解放軍は和平交渉に参加し、その後武器を放棄した。

### 第2次大整風運動から現在まで
1991年までに、CPPは包括的な整風（修正）運動の必要性が高まっていることを認識した。1992年、CPPは総会を開き、「現代修正主義に反対し、社会主義を擁護する」「基本原則を再確認し、誤りを是正する」という文書について議論した。これらの文書は、過去10年間にわたる戦略・戦術的な様々な誤りを総括・否認し、長期にわたる人民戦争戦略の正しさを主張するものであった。この文書の再確認は党員間の分裂を引き起こし、CPPの勢力は低下したが、地域委員会の自立性を縮小し、党の思想的な整合性を高めることで、党組織は合理化された。一方、文書の再確認を拒否した者たちは全員で連携することはなく、それぞれが別の道を歩んだ。
この総会での再確認を拒否した者の中には、NPA参謀本部のロムロ・キンタナル、執行委員会やCPP中央委員会政治局などの元メンバーのリカルド・レイエス、ビサヤ委員会常任委員会委員長のアルトゥロ・タバラなどがいた。彼らはCPPから追放された。
1993年にCPPのマニラ・リサール地域委員会はCPPからの分離の決定を正式に発表した。ビサヤ委員会（VisCom）、民族統一戦線委員会（NUFC）、対外連絡部の国内事務局、全国農民書記局（NPS）などの団体も、1992年の総会の決定を拒否した。1994年、マニラ・リサール、ビサヤ、中央ミンダナオ委員会の元構成員が党会議を興し、人民共産党を結成した。この党は後にフィリピン革命労働者党 (RPM-P) となった。
旧・党委員会のメンバーやラグマン、タバラなどの間で意見の相違が起こり、再確認拒否派陣営内での分裂を招いた。RPM-Pは1996年に革命的プロレタリア軍（RPA-ABB）を結成し、ニロ・デ・ラ・クルス率いるNPAから分裂したアレックス・ボンカヤオ旅団と連携した。1998年には、CPPの中部ルソン委員会の一部がCPPから追放され、フィリピンマルクス・レーニン主義党（MLPP）を設立した。MLPPはその後まもなく、武装組織・Rebolusyonaryong Hukbong Bayanを設立した。2001年、RPM-Pのミンダナオ支部は、RPM-Pのフィリピン政府への降伏に反発し、ミンダナオ革命労働者党（RPM-M）を結成した。
一部の拒否派は武装闘争を拒み、活動を公開的に行った。ラグマンは多部門にわたる大衆組織であるサンラカスと、労働組合連合であるフィリピン労働者の連帯を設立した。マニラ・リサール委員会から離脱したソニー・メレンシオは、1998年に社会主義同盟を設立した。社会主義同盟はPKPと合併し、同年（1998年）に社会主義労働者党（SPP）を設立した。ジョエル・ロカモラ、エディシオ・デ・ラ・トーレらは1998年にアクバヤンを設立し、これまでのところ共産主義系組織の中で、議会選挙で最も成功している。
フィリピン政府とNDFPの和平交渉は継続し、1998年には「人権と国際人道法の尊重に関する包括的合意」（CARHRIHL）が締結された。その後のジョセフ・エストラダ政権下で交渉は決裂したが、グロリア・アロヨ、ベニグノ・アキノ3世、ロドリゴ・ドゥテルテ政権下で断続的に交渉が続いている。NPAは現在もフィリピン全土で武装闘争を続けている。RPM-PとRPA-ABBは2000年にフィリピン政府に降伏したが、2007年にRPA-ABBの指導権がニロ・デ・ラ・クルスとベロニカ・タバラ＝スティーブン・パドゥアノの二つに分裂して以来、和平交渉は未だに実現されていない。

## イデオロギー

### 初期のイデオロギー
イサベロ・デ・ロス・レイエスはピエール・ジョゼフ・プルードン、ミハイル・バクーニン、エリコ・マラテスタ、カール・マルクスの著作をフィリピンにもたらしたことが功績とされている。特にマラテスタの「農民間の社会主義プロパガンダ」（Propaganda socialista fra contadini）は、労働組合員からよく知られていた。フィリピン労働組合（UTF）会長に在任中であったロペ・サントスは、エルメネヒルド・クルスと共に、労働組合員に関心を持つ人を対象に「社会主義の学校」とも呼ばれた夜間講座を開いた。この講座では、マルクス、エミール・ゾラ、エリゼ・ルクリュ、マクシム・ゴーリキーなど、ヨーロッパの急進的な思想家の著作を題材にしており、クリスアント・エヴァンジェリスタ、アルトゥロ・ソリアノ、メラニオ・デ・イエズス、フェリペ・メンドサらも受講生であった。
エヴァンジェリスタは、アメリカ共産党のハリソン・ジョージ、インドネシア共産党のタン・マラカ、中国共産党の周恩来との会談を通じてより急進化している。1928年から1930年にかけ、フィリピン労働者会議（COF）は数度モスクワの東方勤労者共産大学に奨学生を留学させている。

### 現在の政党とイデオロギー
フィリピンの共産党は、自らをイデオロギー的には、マルクス・レーニン主義もしくはマルクス・レーニン・毛沢東主義と位置付けている。
フィリピン共産党（PKP）の場合、その党規約で、「科学的な共産主義とマルクス・レーニン主義の原則に基づく、フィリピン労働者階級の政党」としており、PKPの党員は「マルクス・レーニン主義の原則を理解する」ことが求められている。
1968年にPKPから分裂したフィリピン共産党（CPP）は、毛沢東思想を理論的原則としている。2016年の党規約では「マルクス・レーニン・毛沢東主義の普遍的な理論が、フィリピン共産党の行動指針である」と規定されている。
第二次大整風運動の後には、CPPからイデオロギーの異なる派閥が分裂した。フィリピン革命労働者党とその分派であるミンダナオ革命労働者党は、CPPによるマルクス・レーニン主義の「俗悪な適用」を非難し、自らをマルクス・レーニン主義、CPPを「スターリン主義的」と位置付けている。これら革命労働者党はまた、CPPがフィリピン社会を「半植民地的かつ半封建的」と分析していることも非難し、CPPは「半資本主義的」だと唱えている。フィリピン労働者党も、フィリピン社会を資本主義的な社会とみなすマルクス・レーニン主義な団体であると自称しているが、その党規約には武装闘争の選択肢を残している。さらに、フィリピンマルクス・レーニン主義党は自らを毛沢東主義と位置付けているが、思想・組織的な問題でCPPとは意見が一致していない。

## 主要な組織
| 人民戦争に従事する毛沢東思想の組織: - フィリピン共産党（CPP） - 新人民軍 - フィリピン民族民主戦線 - フィリピンマルクス・レーニン主義党（Marxist-Leninist Party of the Philippines） - Rebolusyonaryong・フクボン・バヤン | マルクス・レーニン主義の政党: - フィリピン革命的労働者党 - 革命的プロレタリア軍 - アレックス・ボンカヤオ旅団 - 革命的労働者党 - ミンダナオ島 - RPMM-革命的プロレタリア軍 - フィリピン労働者党 - Armadong Partisano ng Paggawa - フィリピン共産党（PKP） - フィリピン人民解放軍 (1957年廃止) | 廃止された政党: - フィリピンマルクス・レーニン主義党 (2007年ごろにはほとんど消滅) - PMLP-パルチザン |  |

## 関連文献
- Lorimer, Norman (1977). “Philippine communism — An historical overview”. Journal of Contemporary Asia 7 (4):  462–485. doi:10.1080/00472337785390521. (later republished under the name Jim Richardson).